# Оріхівка (Луганський район)
Орі́хівка — село в Україні, у Лутугинській міській громаді Луганського району Луганської області.
Населення становить 1656 осіб.

## Географія
Село Оріхівка розташоване у верхній течії річки Луганчик. Сусідні населені пункти: село Червона Поляна (вище за течією Луганчика), Західне, Новобулахівка та селище Маломиколаївка на заході, Круглик та селище Успенка на північному заході, селище Лісне та місто Лутугине на півночі, села Шовкова Протока та Волнухине (обидва нижче за течією Луганчика) на північному сході, Македонівка та Ребрикове на південному сході, Зеленодільське на півдні, селище Ковпакове на південному заході.

## Історія
12 червня 2020 року, відповідно до Розпорядження Кабінету Міністрів України № 717-р «Про визначення адміністративних центрів та затвердження територій територіальних громад Луганської області», увійшло до складу Лутугинської міської територіальної громади.
19 липня 2020 року, в результаті адміністративно-територіальної реформи та ліквідації  Лутугинського району, увійшло до складу новоутвореного Луганського району.